# 加戶譽夫
加戶譽夫（1963年—），日本男性動畫監督、動畫演出家。
大阪藝術大學藝術學部畢業，同期畢業的還有木村真一郎等人。此外，有段時期曾加入小山高生設立的，同期還有千葉克彥、隅澤克之及大和屋曉（亦曾與他們共事過）。
進入葦PRODUCTION公司後，在「強殖裝甲」中首次擔任演出。目前以自由契約的方式活動，經手過多部XEBEC作品監督。

## 主要參與作品

### 電視動畫
- 天空戰記 （1989～1990年）演出
- 小俏妞 （アイドル天使ようこそようこ） （1990～1991年）分鏡、演出
- 魔法小仙女（第2部） （魔法のプリンセスミンキーモモ） （1991～1992年）分鏡、演出
- 碧奇魂 （1994～1995年）助理監督、分鏡、演出
- 元祖爆走獵人 （元祖爆れつハンター） （1995～1996年）監督
- 爆走兄弟Let's & go!!WGP （1997年）監督
- 爆走兄弟Let's & go!!MAX （1998年）監督
- 超速YOYO （1998～1999年）監督、分鏡、演出
- ZOIDS （1999～2000年）監督
- ZOIDS新世紀Slash Zero （2001年）監督
- 洛克人EXE 系列 （2002～2006年）監督、腳本、分鏡
- 流星洛克人 （2006）監督、分鏡
- 流星洛克人 TRIBE （2007～2008年）監督、分鏡
- 武裝鍊金 （2006～2007年）監督、分鏡
- 鐵馬少年 （2007年）監督
- 出包王女 （2008年）監督、分鏡
- Pandora Hearts （2009年）監督
- 競女!!!!!!!!  （2016年）劇本統籌
- 多美超級救援DRIVE HEAD機動救急警察 （2017年）監督

### OVA
- （1988年）演出
- 自由行星Gdleen （自由惑星ガデュリン）（1989年）監督 ※與蘆田豐雄共同擔任
- 潮與虎 （1992年～1993年）分鏡、演出
- COMPILER 陽之章 （1994年）監督
- COMPILER　FESTA （1995年）監督、腳本
- 鬼切丸 （1994～1995年）監督、分鏡、演出

### 劇場版
- 強殖裝甲 （1986年）演出
- 洛克人EXE 光與暗的遺產 （2005年）監督、分鏡
- 劇場版棒球大聯盟 友情的一球 （2008年）監督
- 劇場版DRIVE HEAD~機動救急警察~ （2018年）監督

### 遊戲
- 反亂獵人X（PSP） （2005年）監督、本篇分鏡